# Darunavir/cobicistat
Darunavir/cobicistat (tên thương mại Prezcobix) là một loại thuốc kháng vi-rút được sử dụng để điều trị và phòng ngừa HIV/AIDS. Nó là một loại thuốc kết hợp liều cố định có chứa 800 mg darunavir và 150 mg cobicistat. Darunavir là một chất ức chế protease HIV và cobicistat làm tăng hiệu quả của darunavir bằng cách ngăn chặn sự trao đổi chất của nó bằng enzyme CYP3A.
Nó đã được Cục Quản lý Thực phẩm và Dược phẩm Hoa Kỳ chấp thuận cho sử dụng vào năm 2015.